# 第一无产阶级旅
第一无产阶级人民解放突击旅，简称第一无产阶级旅（1. proletbrigada），是南斯拉夫游击队在第二次世界大战期间组建的第一支旅级部队。1941年12月21日，该旅在波黑小镇鲁多成立，下辖6个营（4个塞尔维亚营和2个黑山营），总兵力1200人。该旅的首任旅长为科查·波波维奇，政委为菲利普·克里亚伊奇。该旅的第一次战斗发生在1941年12月22日，在加奥奇察村和米奥察村附近，这一天后来被定为南斯拉夫人民军日。
该旅是南斯拉夫人民解放军和游击队的精锐部队之一。在1240个战斗日中，该旅经历了530次大小战斗，也就是说几乎每隔一天就参与一次战斗。其余时间主要是在艰苦的行军中度过。第一无产阶级旅行军超过2万公里。先后有来自全南斯拉夫的22000多人加入该旅，其中有超过7500名战士阵亡、受伤或失踪。该旅击败了数千名敌军士兵，培养了超过3000名领导者，并产生了83名南斯拉夫民族英雄。
该旅曾被授予人民解放勋章、游击队星勋章、兄弟情与统一勋章和人民功绩勋章。为了纪念该旅在苏捷斯卡战役中的表现，在1958年6月的苏捷斯卡战役15周年之际，该旅被授予人民英雄勋章。